# Distretto di Buxar
Buxar è un distretto dell'India di 1 403 462 abitanti, che ha come capoluogo Buxar.